# Вольксайм
Вольксайм (фр. Wolxheim) — коммуна на северо-востоке Франции в регионе Гранд-Эст (бывший Эльзас — Шампань — Арденны — Лотарингия), департамент Нижний Рейн, округ Мольсем, кантон Мольсем.
Площадь коммуны — 2,92 км², население — 854 человека (2006) с тенденцией к росту: 927 человек (2013), плотность населения — 317,5 чел/км².

## Население
Население коммуны в 2011 году составляло 877 человек, в 2012 году — 880 человек, а в 2013-м — 927 человек.
| 1962 | 1968 | 1975 | 1982 | 1990 | 1999 | 2006 | 2008 | 2011 | 2012 | 2013 |
| ---- | ---- | ---- | ---- | ---- | ---- | ---- | ---- | ---- | ---- | ---- |
| 701  | 670  | 793  | 775  | 795  | 774  | 854  | 870  | 877  | 880  | 927  |

Динамика населения:

## Экономика
В 2010 году из 568 человек трудоспособного возраста (от 15 до 64 лет) 450 были экономически активными, 118 — неактивными (показатель активности 79,2 %, в 1999 году — 69,0 %). Из 450 активных трудоспособных жителей работали 429 человек (223 мужчины и 206 женщин), 21 числились безработными (14 мужчин и 7 женщин). Среди 118 трудоспособных неактивных граждан 35 были учениками либо студентами, 49 — пенсионерами, а ещё 34 — были неактивны в силу других причин.

## Достопримечательности (фотогалерея)

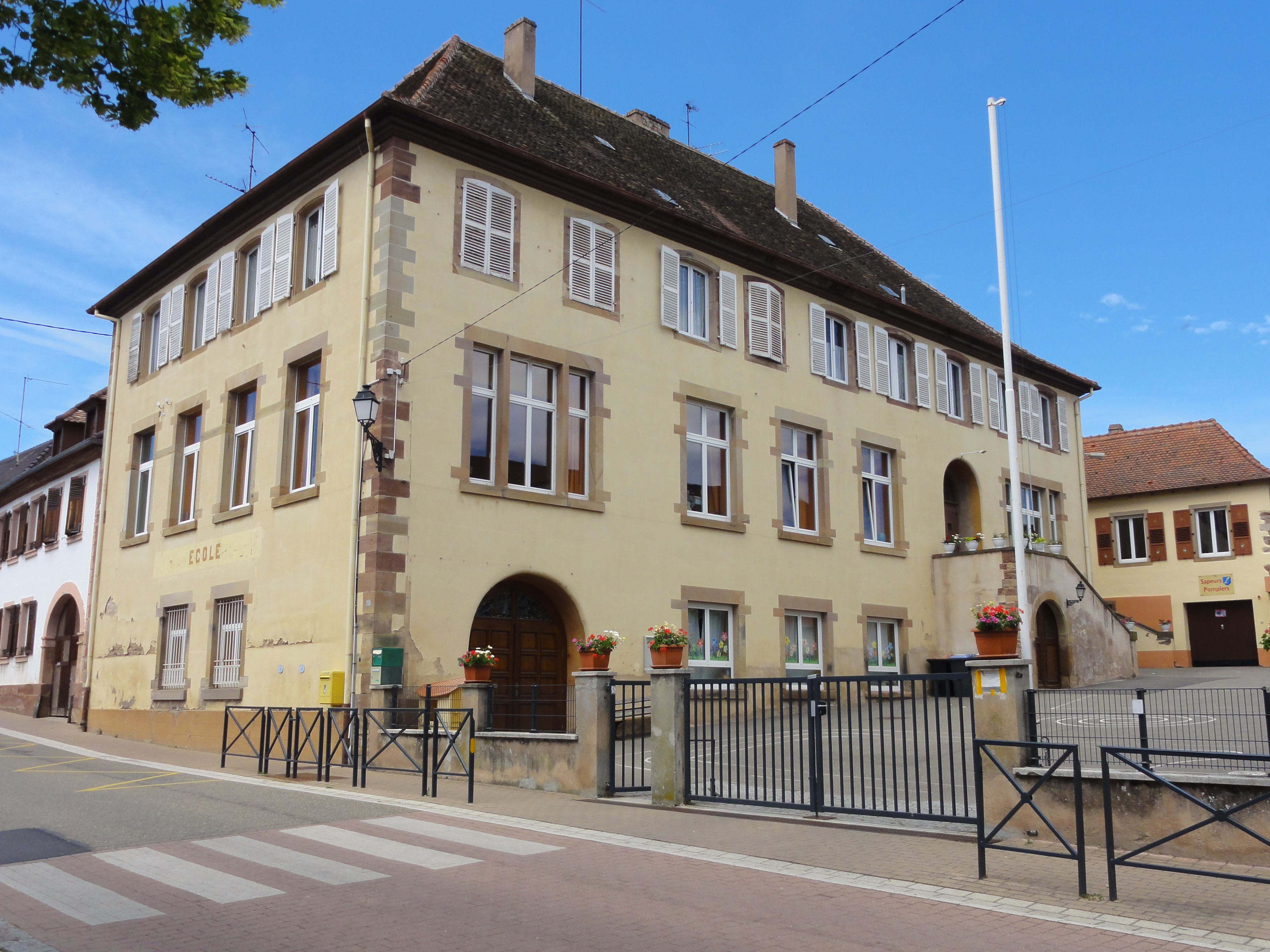
Здание школы
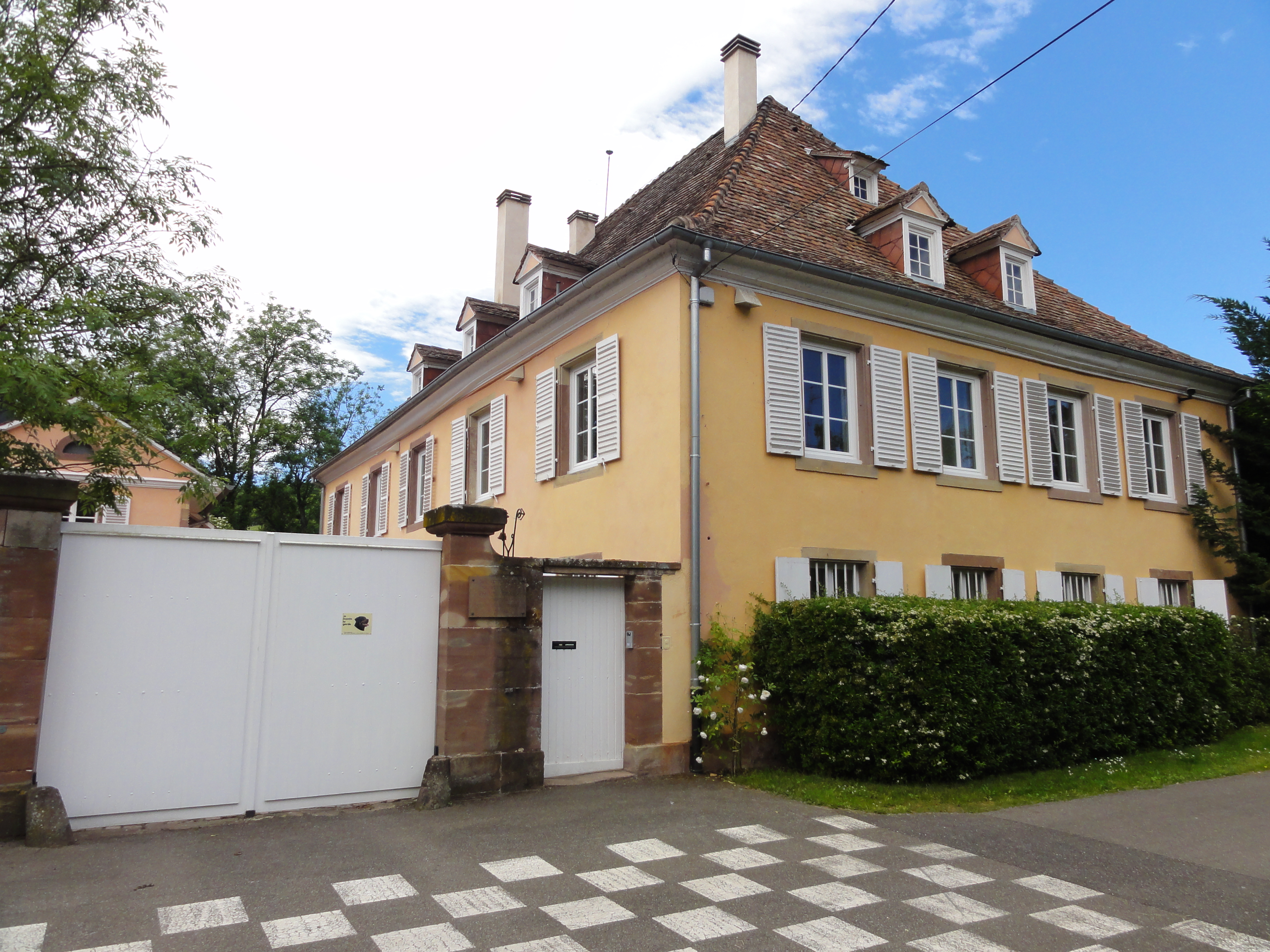
Дом по улице канала, 33, в котором родился Филипп Грасс
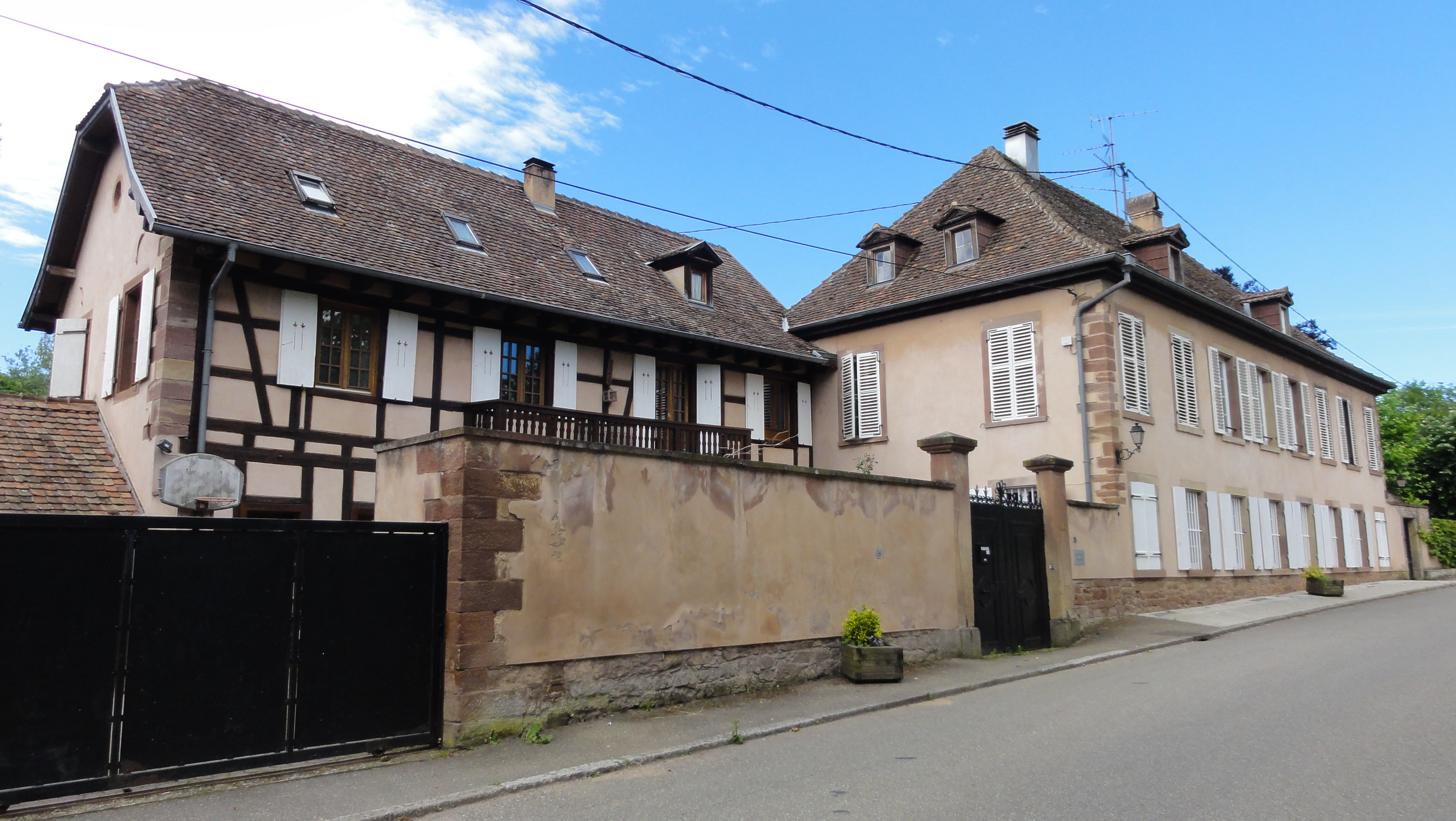
Дом по улице канала, 35
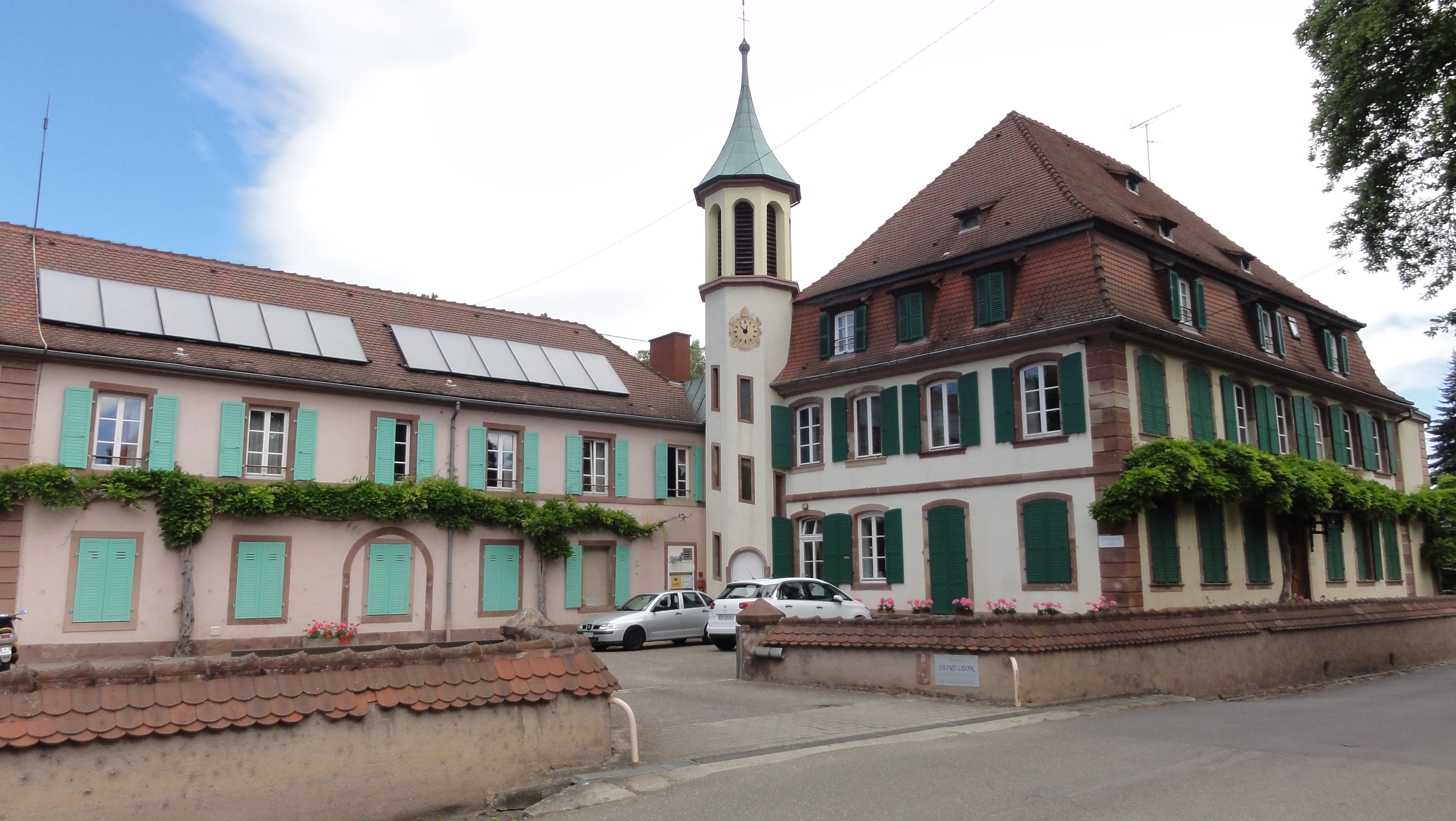
Дом престарелых в Санкт-Леон по улице канала, 8
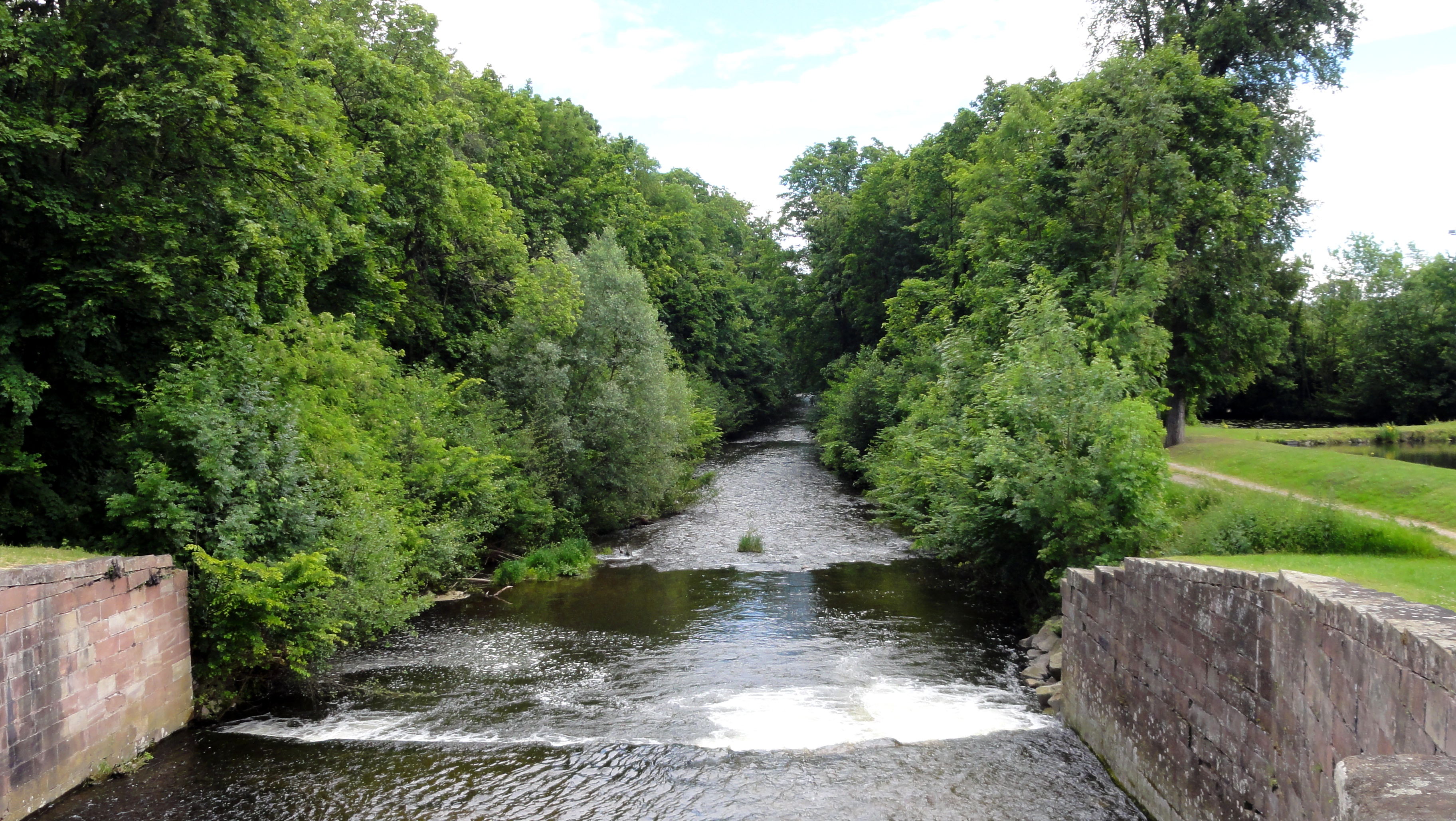
Канал Брюш
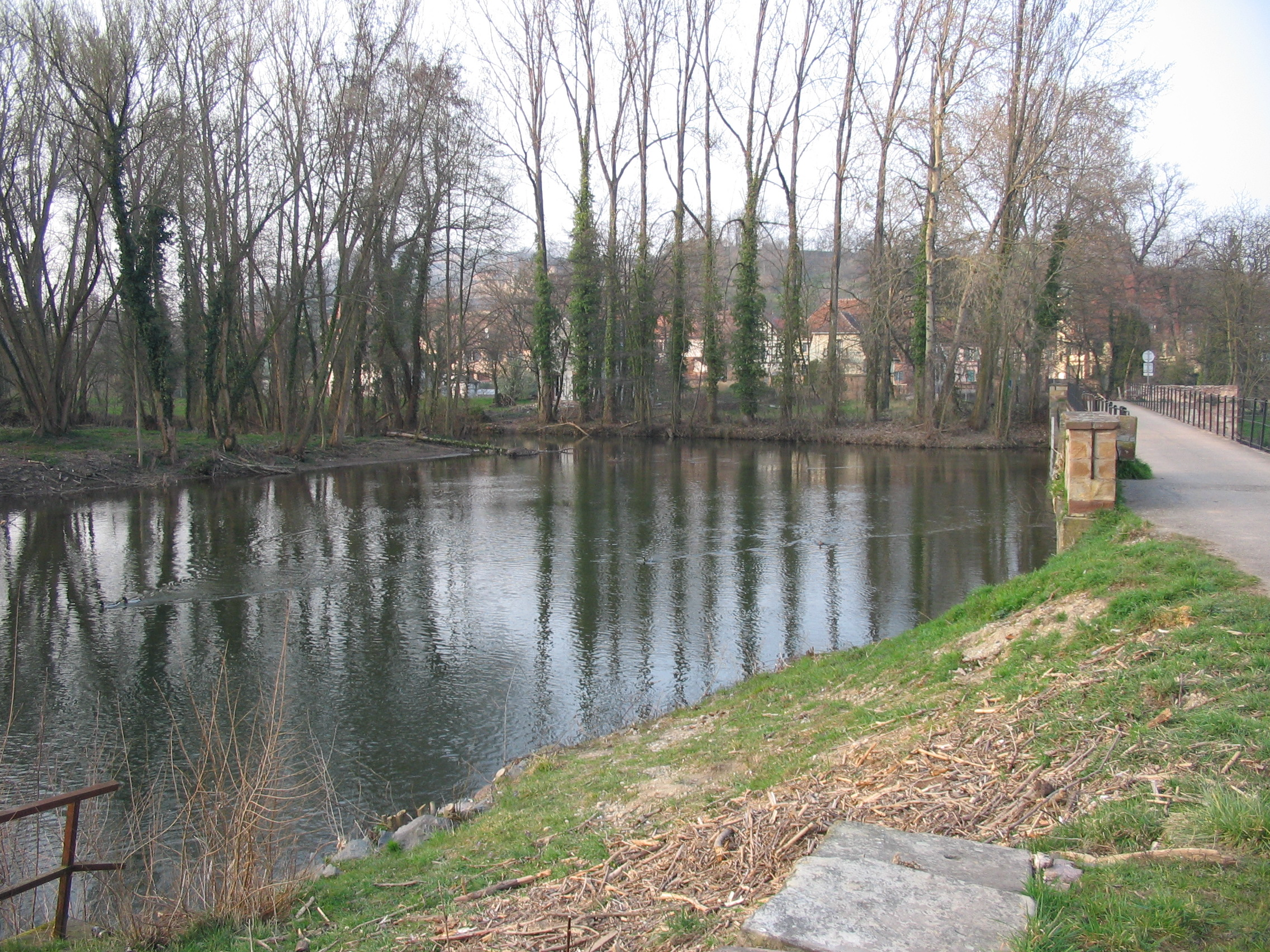
Соустье Мосиг и канала Брюш
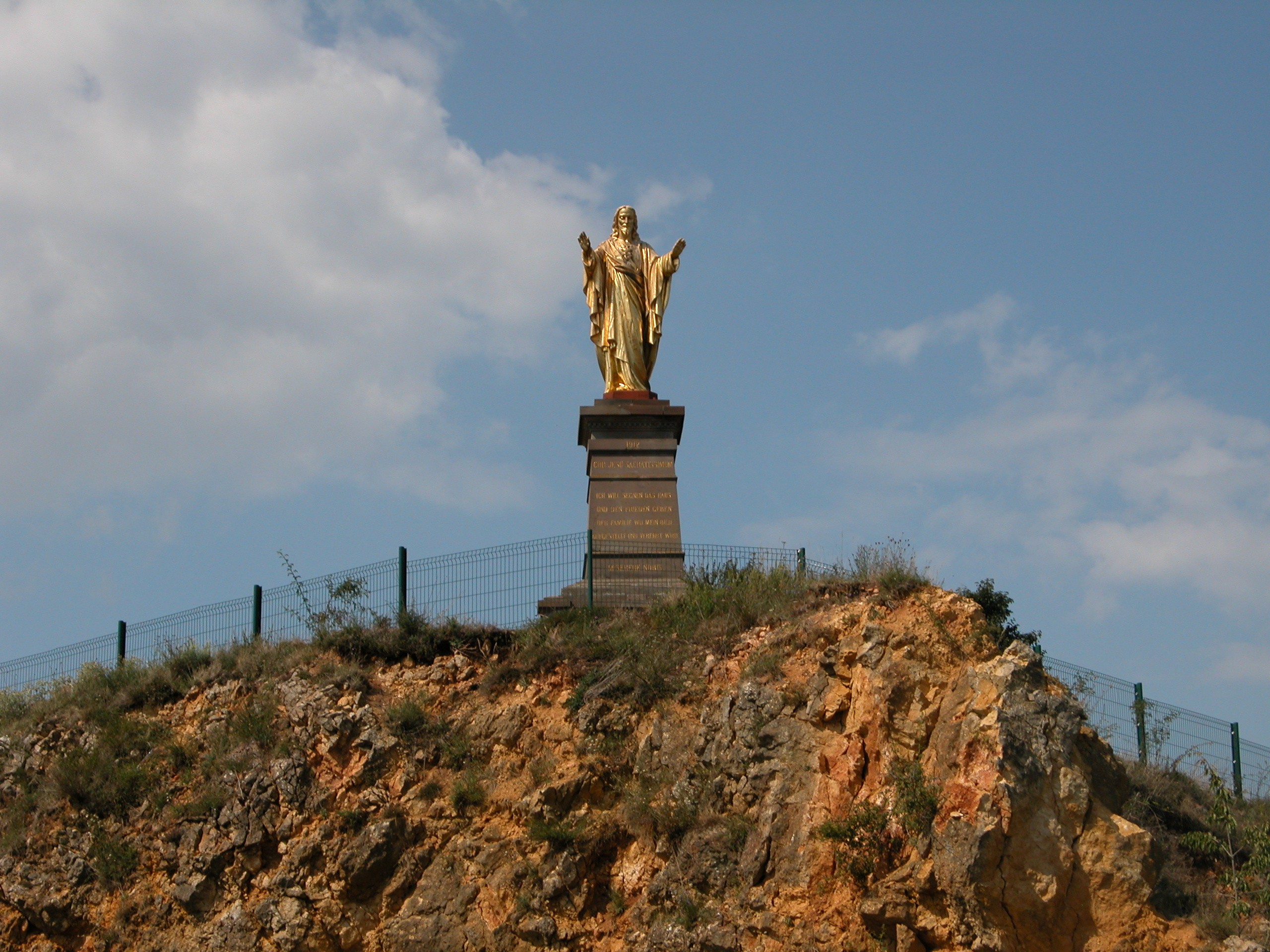
Статуя Сакре-Кер
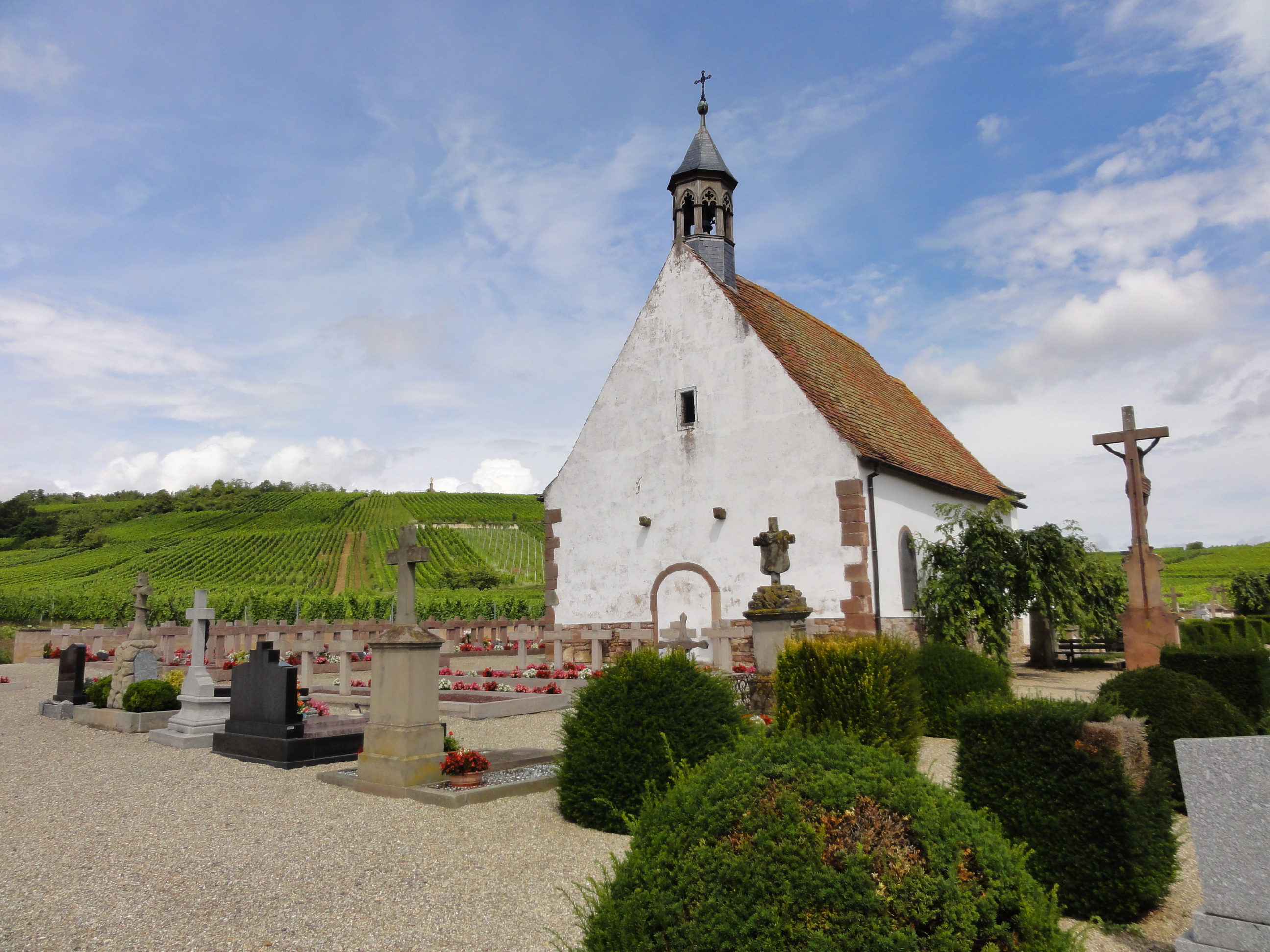
Часовня Сен-Дени
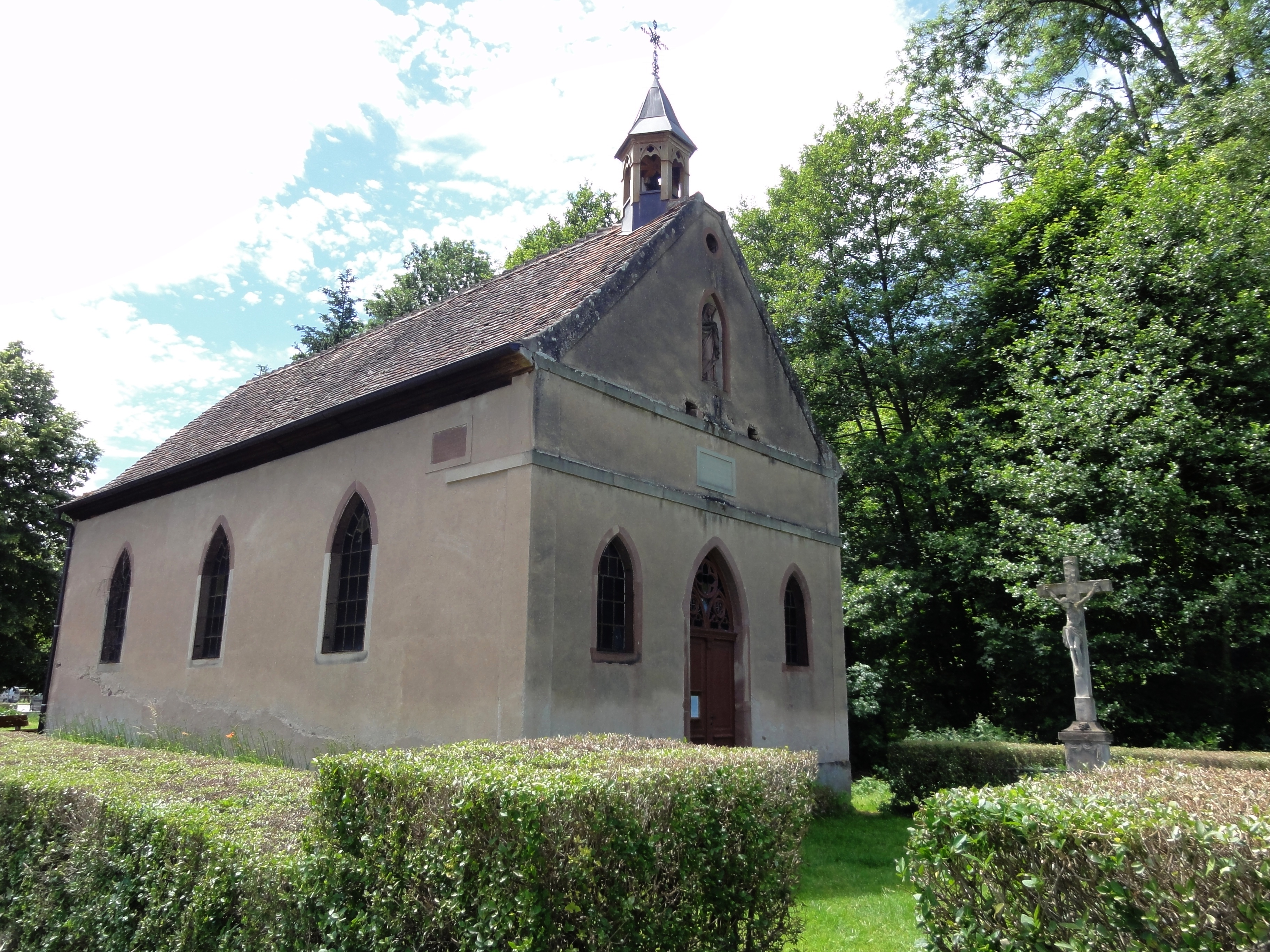
Часовня Сен-Армут
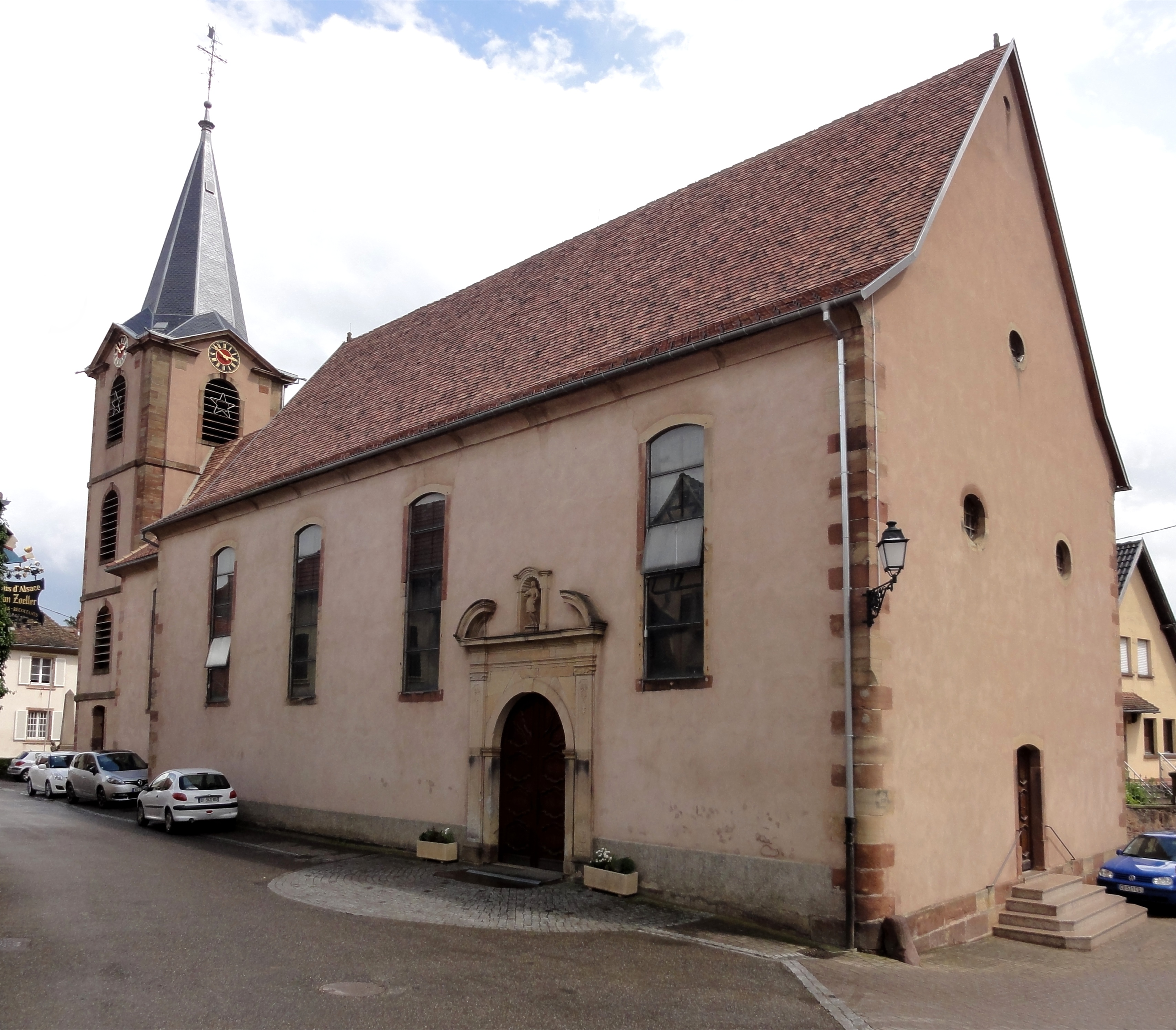
Церковь Сен-Этьен
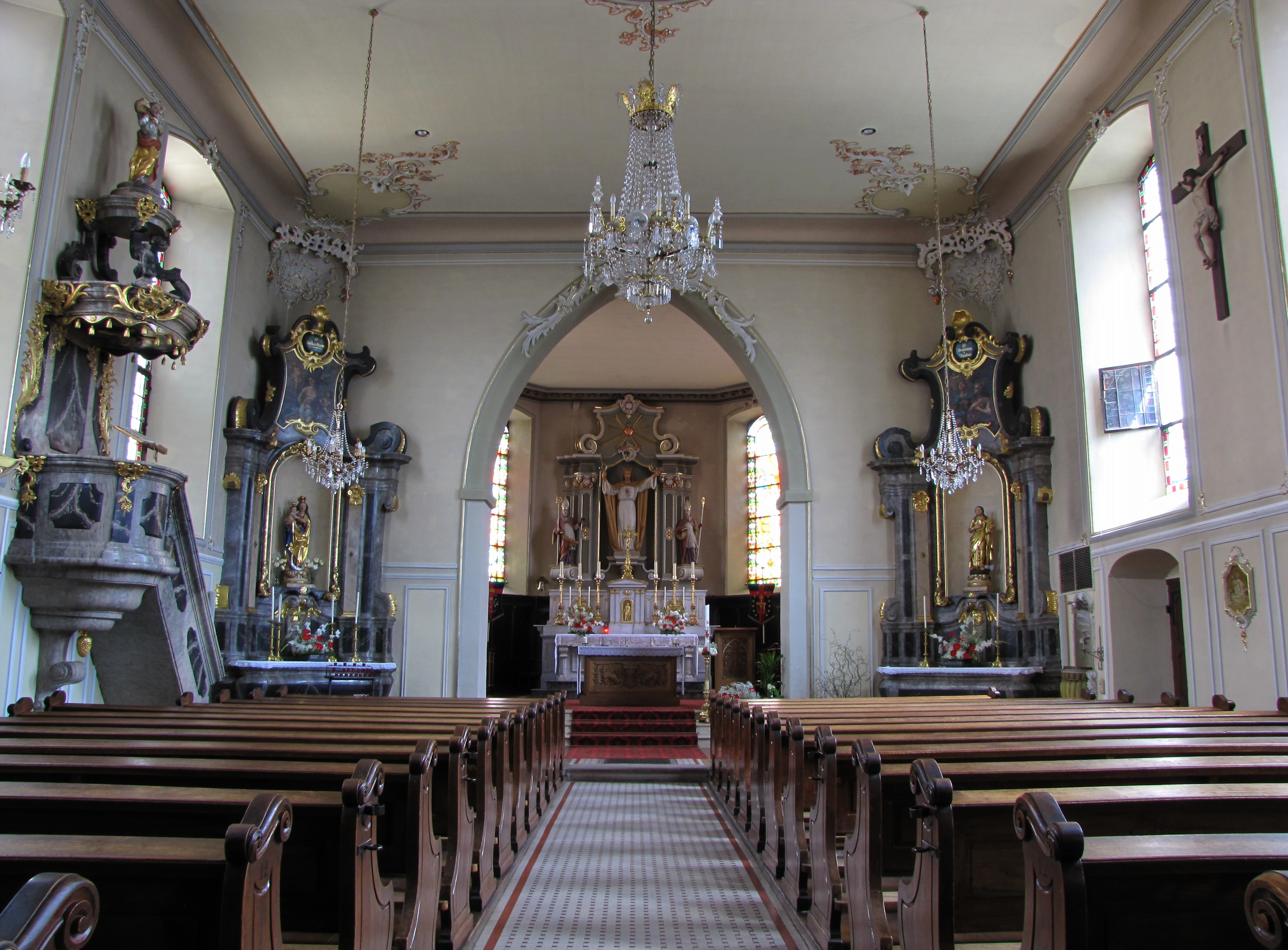
Интерьер, вид на алтарь
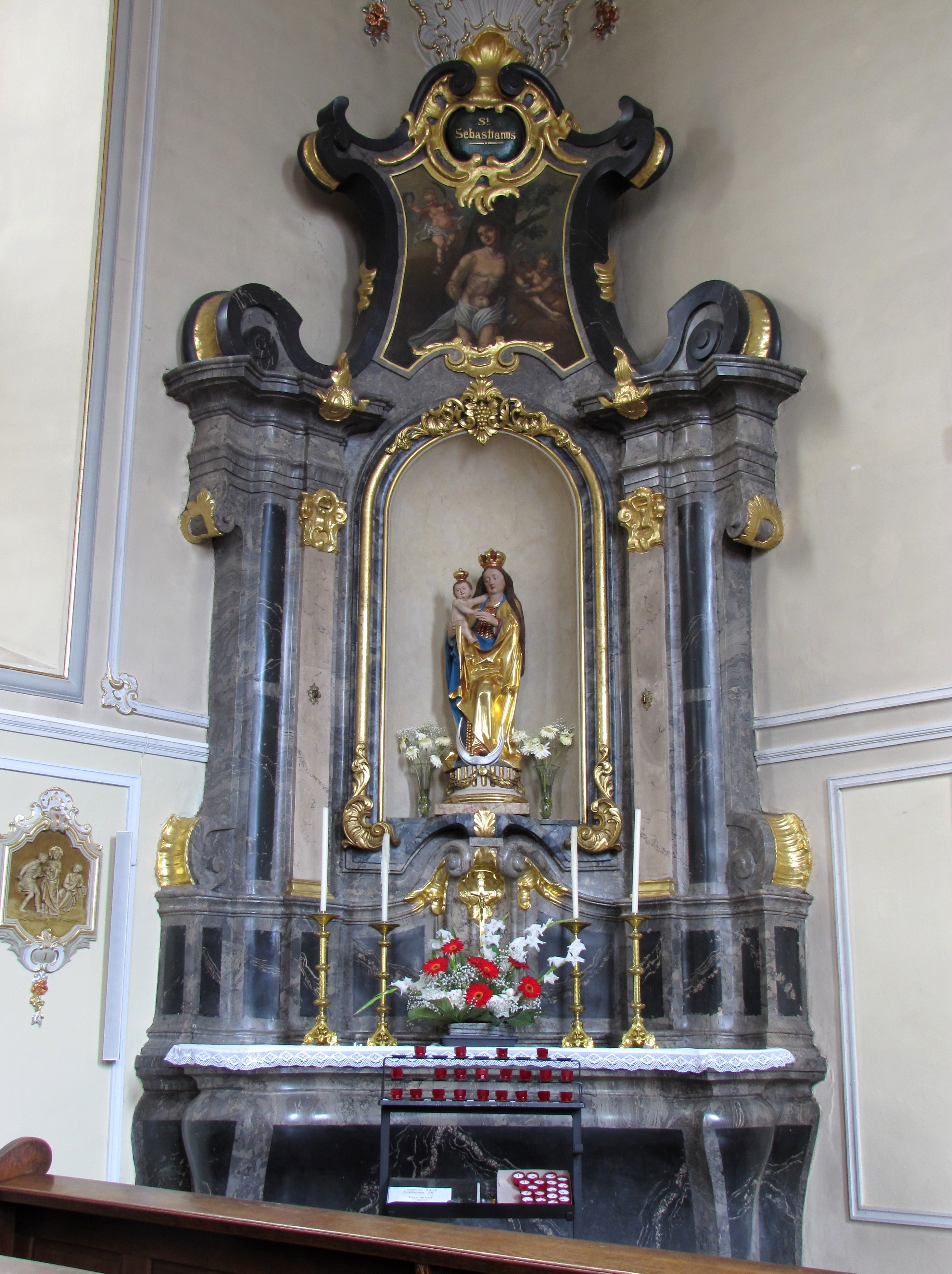
Алтарь Девы Марии
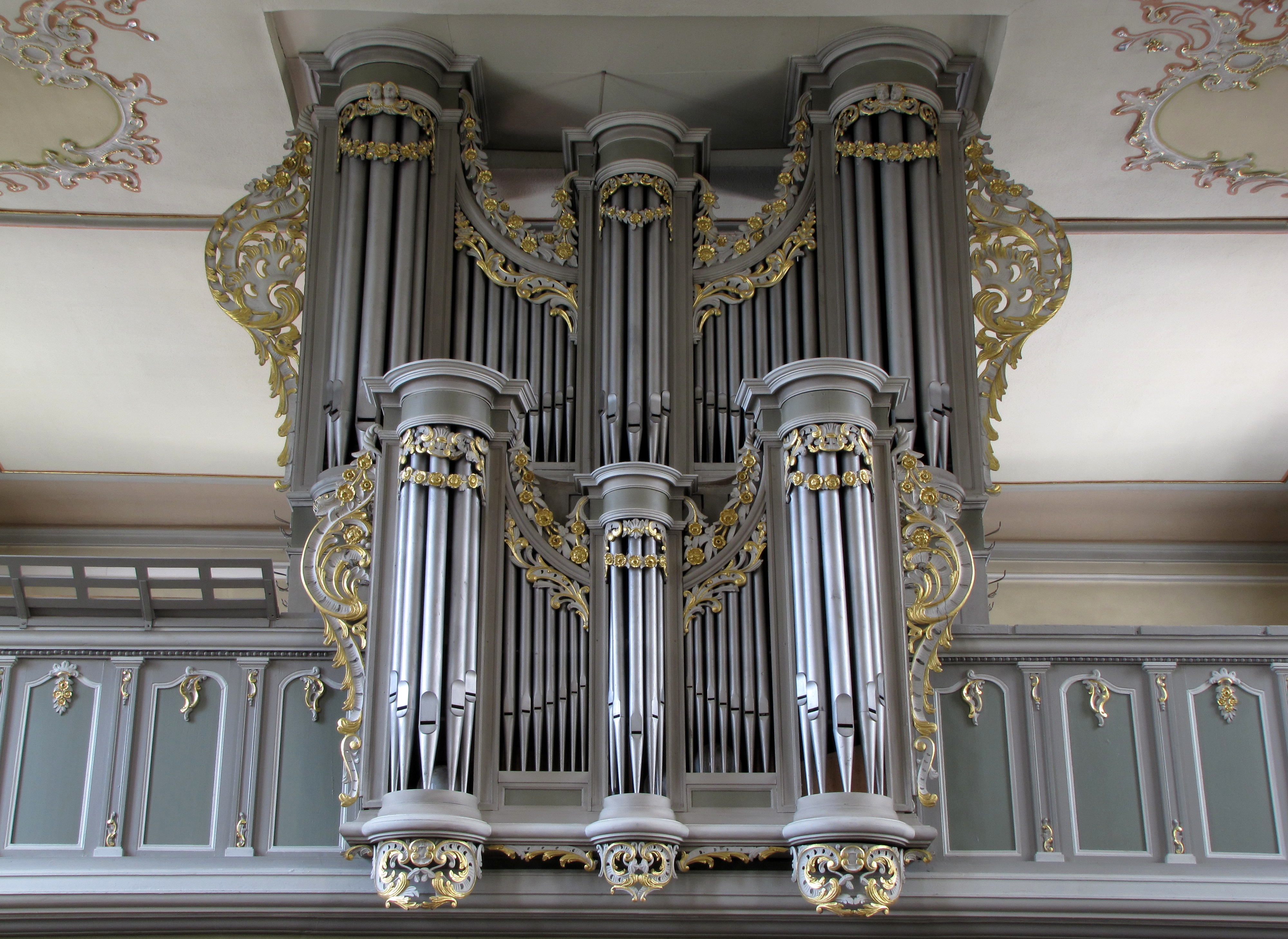
Орган
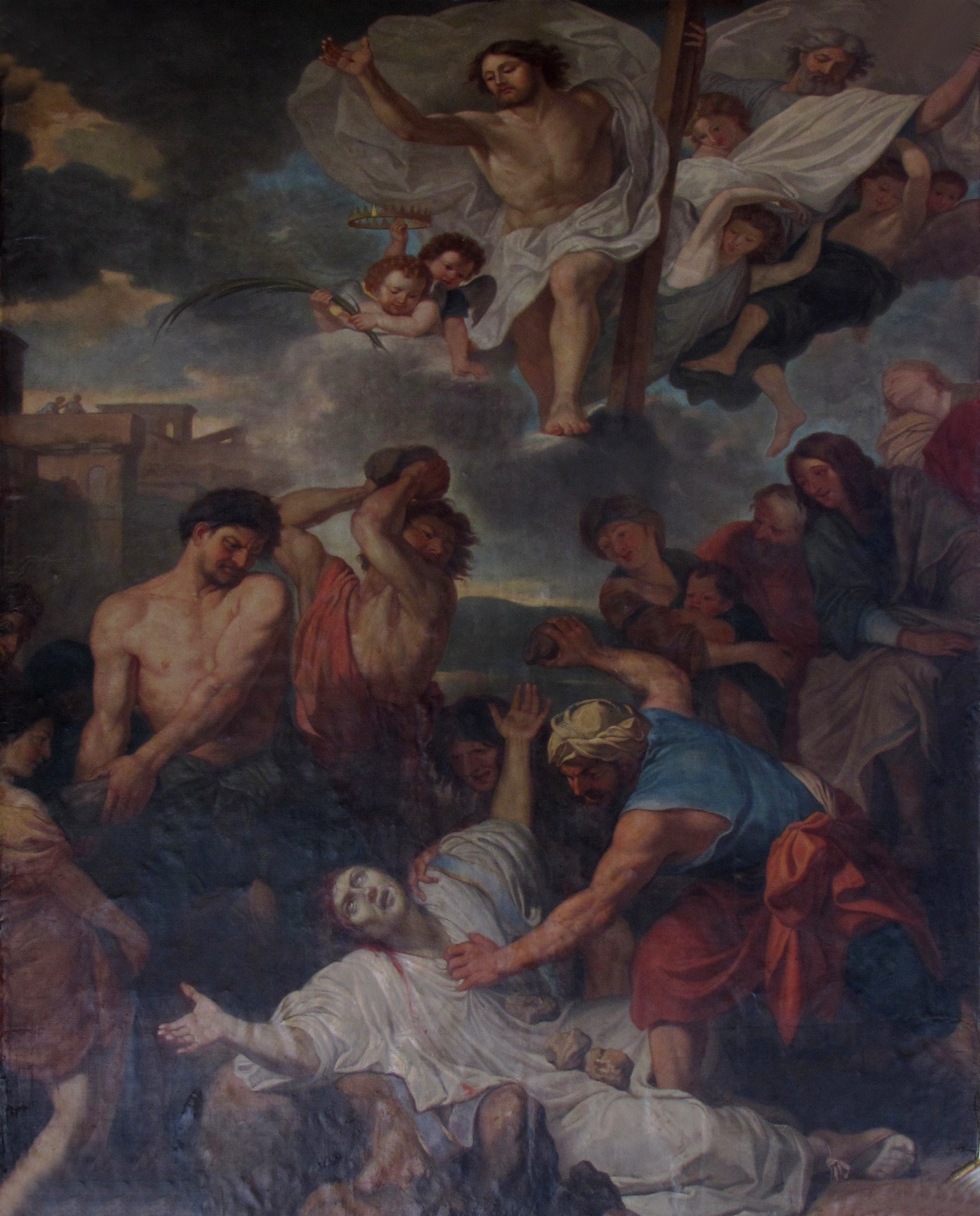
Картина «Побивание камнями святого Стефана»